# Chapelle Notre-Dame-de-l'Assomption-du-Plan
Pour les articles homonymes, voir chapelle Notre-Dame.
La chapelle Notre-Dame-de-l'Assomption-du-Plan est un édifice religieux catholique située à Aragnouet, en France. Elle a porté aussi le nom de « chapelle des Templiers », bien qu'il n'y ait jamais eu de Templiers à Aragnouet, et enfin de « chapelle des Chevaliers de Malte ».

## Localisation
La chapelle est située dans le département français des Hautes-Pyrénées, en partie haute de la Vallée d'Aure (vallée de la Géla), dans le hameau du Plan (commune d’Aragnouet).

## Historique
L’hôpital du Plan d’Aragnouet (aujourd’hui disparu, tombé dans le ravin) dépend, dès son origine, des Hospitaliers de l'ordre de Saint-Jean de Jérusalem. Par sa position, il est l’un des plus retirés et assure la surveillance de la montagne et des passages transfrontaliers. La chapelle style roman qui remonte au XIIe siècle lui était accolée. Le clocher proche semble dater de la même époque.
L'édifice est classé au titre des monuments historiques par classement par arrêté du 3 janvier 1939. Le pignon, vestige de l'Hospice du Plan, servant de clocher à l'église est classé  arrêté du 6 février 1952.

## Architecture
À l’origine, la chapelle était plus grande et se terminait, comme la plupart des chapelles romanes des vallées d’Aure et du Louron, par un clocher-mur qui aurait disparu lors d’un glissement de terrain. Aujourd'hui elle se compose d’une nef unique prolongée d’une abside semi circulaire avec à l’ouest un clocher-mur à quatre baies.

Le plan intérieur se compose d'une salle voûtée en plein cintre avec chœur en cul-de-four.

La porte sur le côté est ornée d'un linteau avec chrisme.

## Mobilier et décorations
La chapelle est ornée de peintures murales du XIVe siècle.

## Galerie de photos

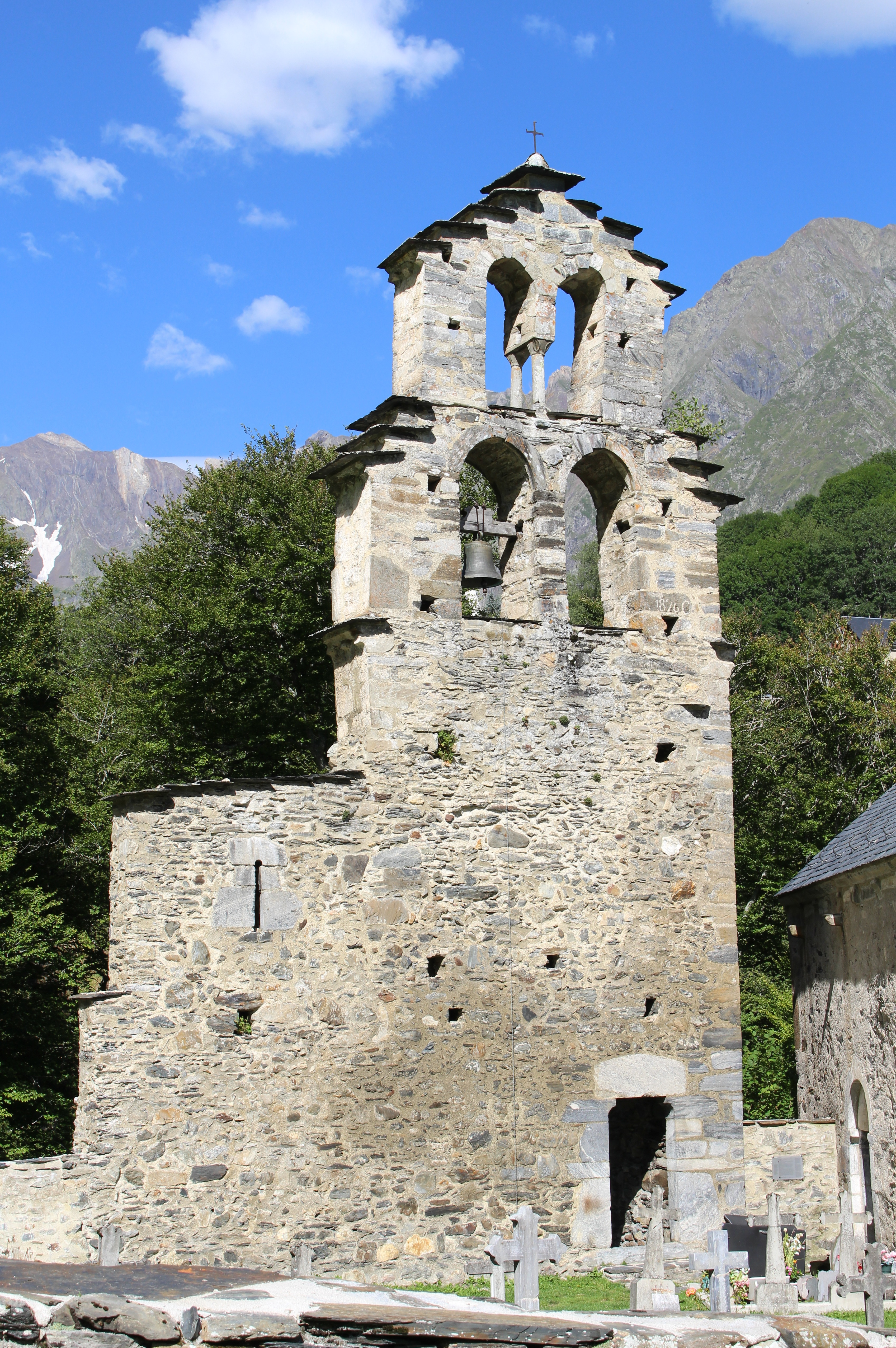
Le clocher-mur.
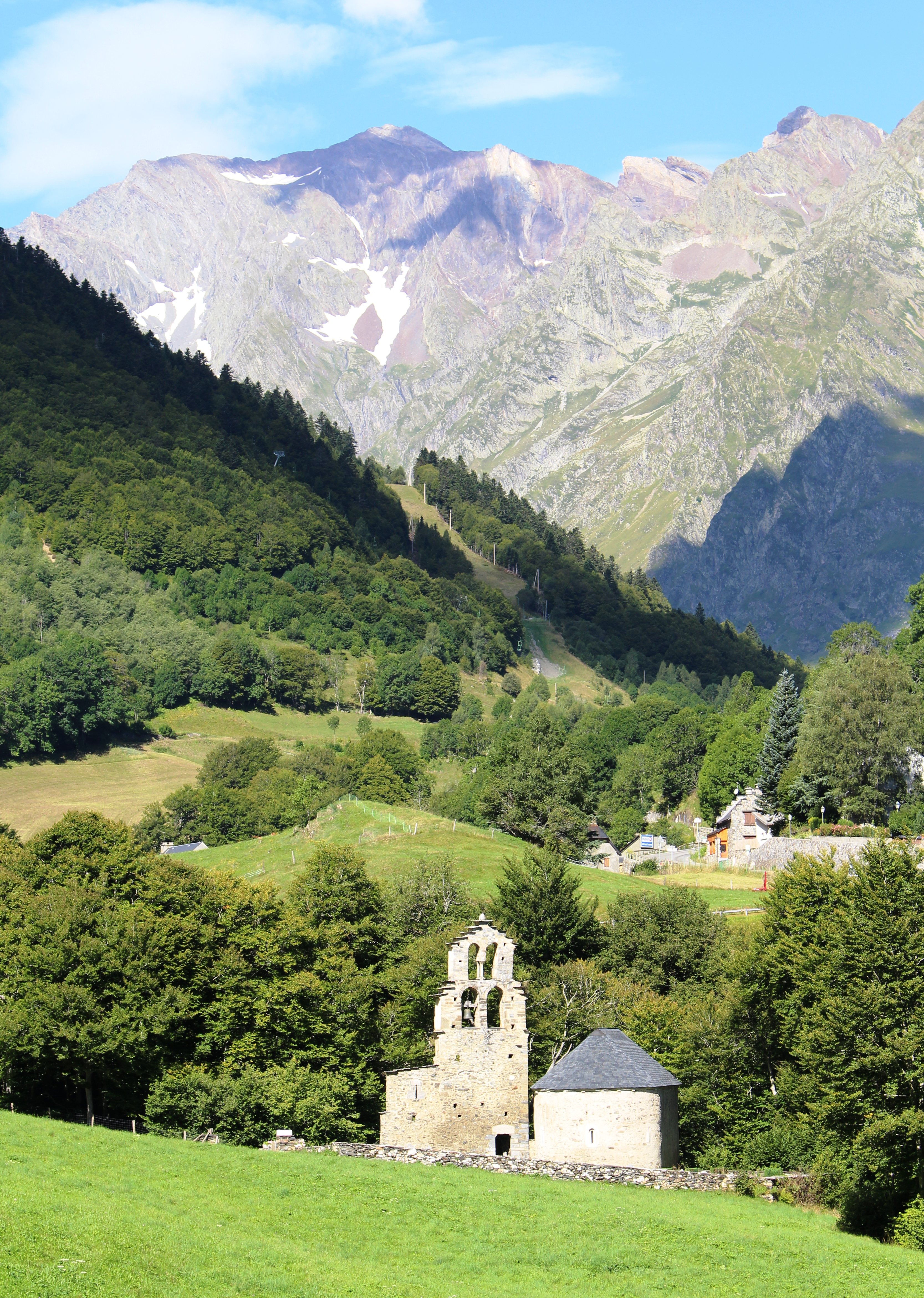
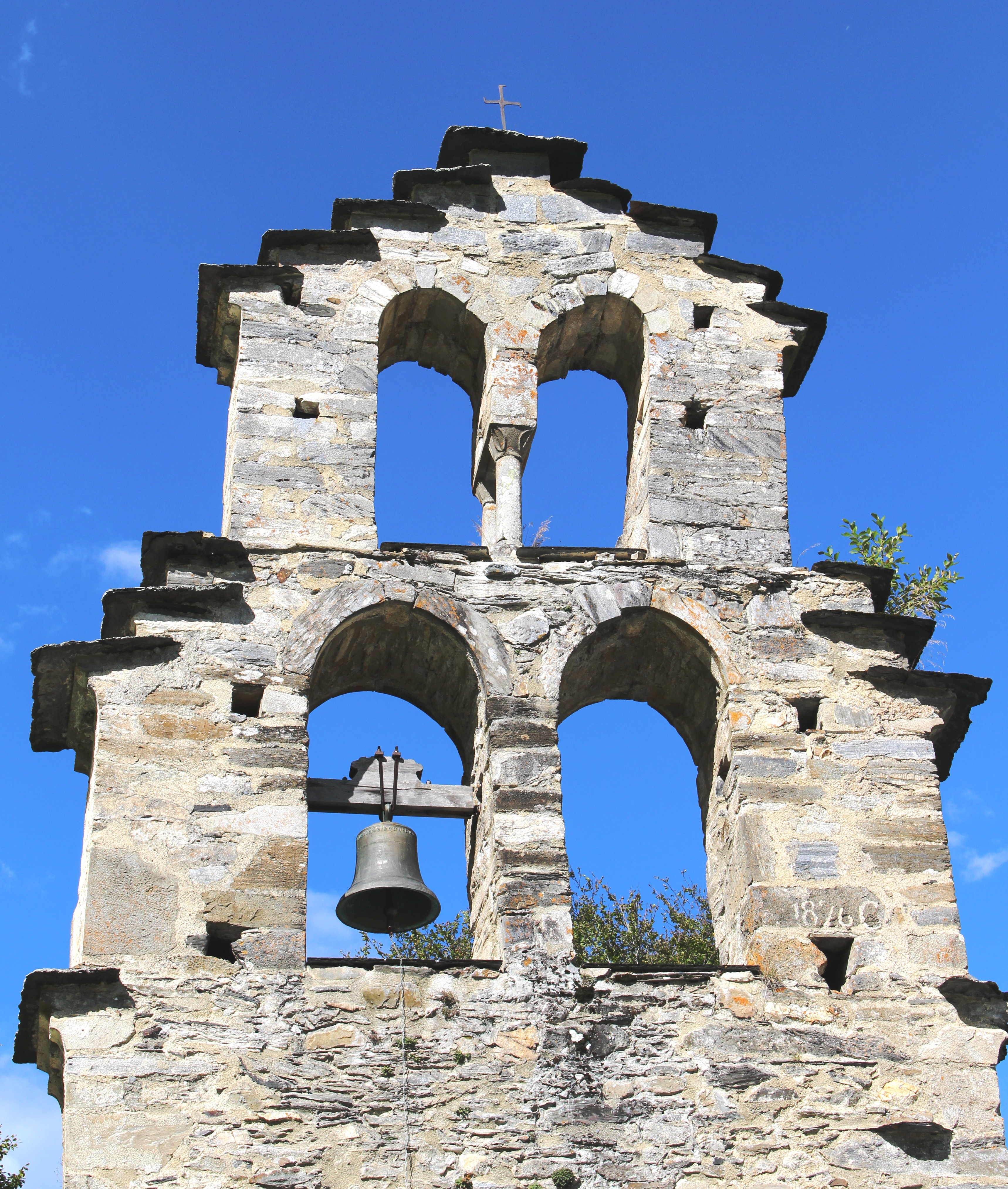
Le clocher-mur.
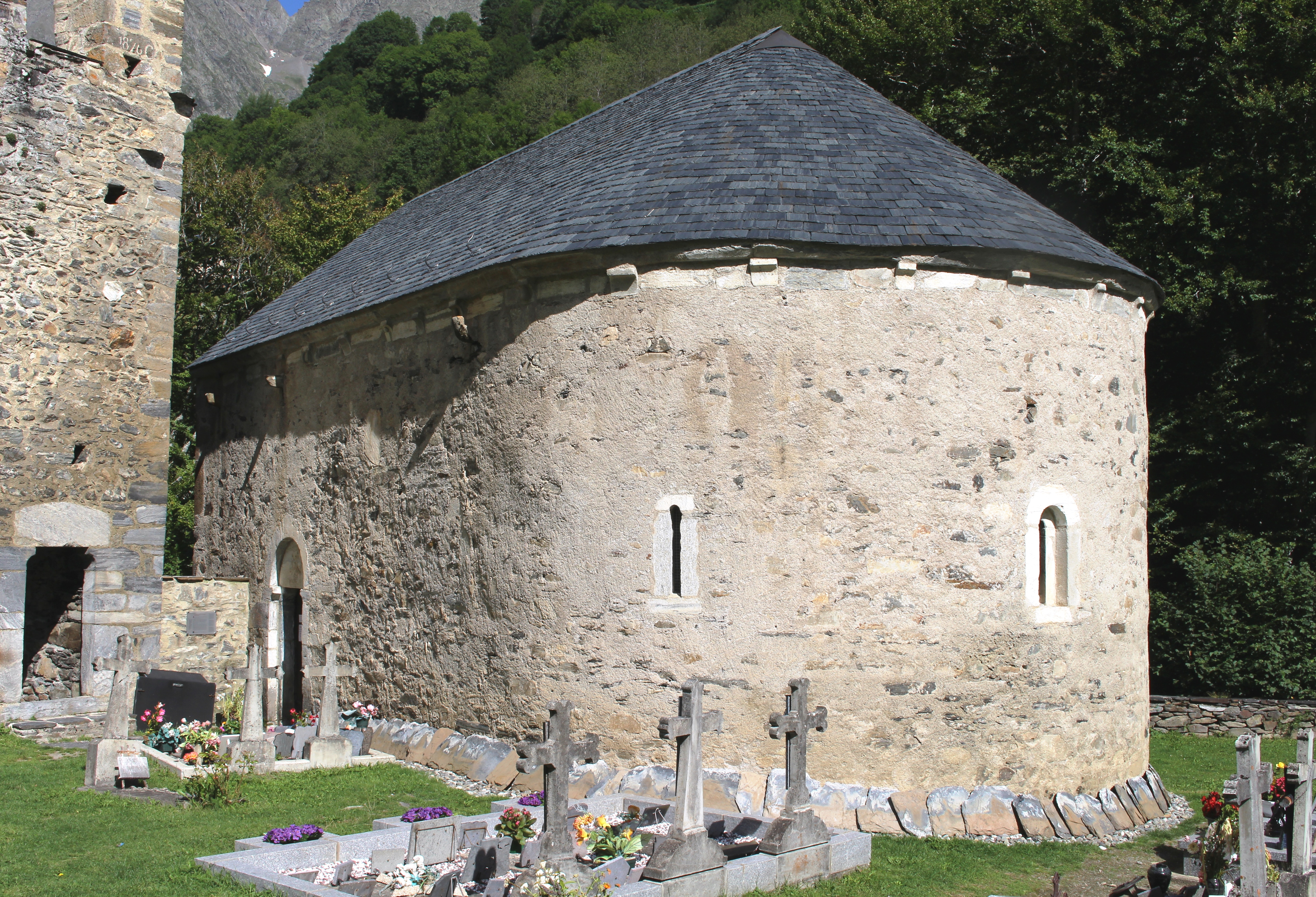